# شهپاد

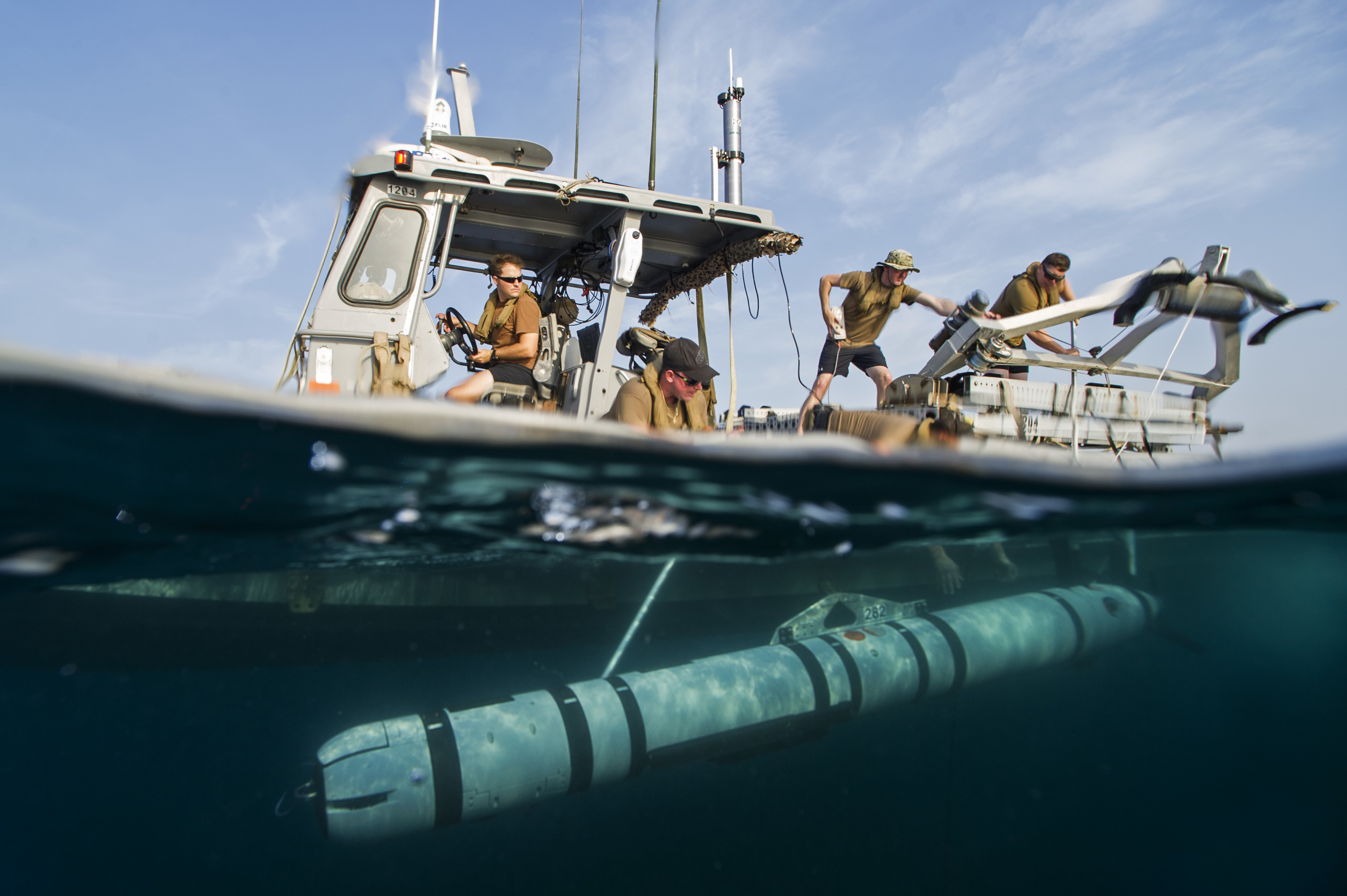
شهپاد آمریکایی ریماس ۶۰۰۰

شِهپاد یا شناور هدایت‌پذیر از دور (UUV) گونه‌ای شناور سطحی یازیز سطحی است که بدون سرنشین به انجام فعالیت می‌پردازد. این شناورها در دو گونهٔ کنترل از راه دور (ROUV) و شناورهای خودران (AUV) دسته‌بندی می‌شوند.

## دسته‌بندی

### شناورهای کنترل از راه دور
شهپادهای کنترل از راه دور یکی از انواع شهپادها هستند که از آنها برای انجام مأموریت در شرایطی که برای انسان خطرناک است استفاده می‌شود. این شهپادها بیشتر استفاده آموزشی، تحقیقاتی و صنعتی دارند. طراحی آنها به نحوی است که توان انجام عملیات به‌صورت مستقل را ندارد و کاربر انسانی با استفاده از مجموعه‌ای از دوربین‌ها، حسگرها و ابزارهای کنترلی اقدام به هدایت آنها از راه دور می‌نماید. برخی از این شناورها نیز چنگک یا وسیله مشابه برای گرفتن اشیا را دارا می‌باشند.

### شناورهای خودران
شناورهای خودران نوع دیگری از شهپادها هستند که نیازی به کنترل مستقیم توسط انسان ندارند. وزن آنها از چند کیلوگرم تا چند تن متغیر است. این نوع از شهپاد اولین بار در سال ۱۹۵۷ برای انجام ماموریت‌های تحقیقاتی در آب‌های قطب شمال ساخته شد. نمونه‌های اولیه تا عمق ۳۶۵۰ متری برای مدت ۵٫۵ ساعت غوطه‌ور می‌ماندند اما نمونه‌های جدیدتر می‌توانند تا عمق ۶۰۰۰ متری نیز پایین رفته و ۸۵۰۰ کیلومتر پیمایش داشته باشند.

## کاربردها

### نظامی
نیروی دریایی ایالات متحده از ابتدای دهه ۹۰ میلادی به‌کارگیری شهپادها برای شناسایی و خنثی سازی مین‌های دریایی را آغاز کرد. ارتش چین نیز در حال حاضر برای شناسایی و جمع‌آوری اطلاعات از شهپاد استفاده می‌کند. به جز این دو کشور نیروی دریایی کشورهایی مانند روسیه، انگلیس و فرانسه نیز از شهپادها برای مقاصد نظامی استفاده می‌کنند که عمدتاً مربوط به پاکسازی آبها از مین‌های دریایی می‌شود. نیروی دریایی سپاه پاسداران نیز در مراسم تحویل تجهیزات در پایان سال ۱۴۰۰ از نوعی شناور بدون سرنشین کوچک رونمایی کرد که هنوز اطلاعاتی دربارهٔ آن منتشر نشده‌است.

### ساخت فیلم
انجمن نشنال جئوگرافیک اخیراً در ساخت فیلم مستندی در خصوص کشتی‌های غرق شده از انواع شهپادهای کنترل از راه دور استفاده کرده‌است. این شهپادها با قابلیت‌های پیشرفته فیلمبرداری به لاشه کشتی‌های غرق شده و هواپیماهای سقوط کرده در آب‌ها نزدیک شده و از آنها در زیر آب فیلمبرداری می‌کردند.

### اکتشاف و تحقیق در اعماق آب
از شهپادها برای انجام فعالیت اکتشافی در آبهای عمیق از قبیل کشف جانوران و گونه‌های جدید یا اندازه‌گیری پارامترهای زیست‌محیطی استفاده می‌شود. همچنین برای نقشه‌برداری از اعماق اقیانوس‌ها نیز از شهپادهایی استفاده می‌شود که به تجهیزاتی مانند حسگرهای مغناطیسی و فراصوت، دوربین‌های دیجیتال مجهز هستند.

### حفاظت از زیست‌بوم
نظارت بر زیست‌بوم‌ها و جمع‌آوری اطلاعات لازم مانند کیفیت و سلامت آب از دیگر وظایف شهپادها است که به حکومت‌ها در تصمیم‌گیری‌های زیست‌محیطی آنها به ویژه در خصوص رودخانه‌ها و اقیانوس‌ها کمک می‌کند.

## توقیف شهپادها

### دریای چین جنوبی
در دسامبر ۲۰۱۶ چین یک فروند شهپاد متعلق به نیروی دریایی ایالات متحدهٔ آمریکا را در دریای چین جنوبی توقیف کرد. این اقدام به افزایش تنش میان دو کشور منجر شد. چین اعلام کرد توقیف این شهپاد در راستای جلوگیری از هرگونه مشکل ایمنی ناوبری انجام گرفته درحالی که پنتاگون مدعی بود این شهپاد در حال انجام مأموریت‌های جاری خود برای اندازه‌گیری شوری، دما و شفافیت بوده‌است. چین در همان ماه شهپاد توقیف‌شده را به نیروی دریایی آمریکا بازگرداند.